# 馬士基3E級貨櫃船
快桅3E級貨櫃船（英語：Maersk Triple E class）是一个由丹麥海運公司快桅集團所操作的大型高效集装箱船系列，是马士基E级集装箱船的后续系列。在2011年2月和7月，马士基与韩国大宇造船海洋株式会社（DSME）签订两份价值各19亿美金的合同，授权该公司建造20艘3E系列的新船。

## 簡介
“3E”这个名字来源于三个基本设计理念：因大运量而产生的经济效益、能源上的高效和更加环保（Economy of scale, Energy efficient and Environmentally improved）。马士基希望这一系列的集装箱船不仅成为目前运营中的最长的货轮，也要成为运输每标准箱最为高效的货轮。
这一系列的货轮全长400米（1312英尺），全宽59米（194英尺）。虽然只比E级货轮长3米宽4米，但该系列还是比E级多容纳2500个集装箱。由于其吃水为14.5米深，它将难以驶过巴拿马运河，但在亚洲-欧洲线运营时仍能通过苏伊士运河。
在设计中，该系列的动力是由两台32兆瓦二冲程柴油发动机推动两座螺旋桨提供，且该发动机是超长冲程的，这使得该系列的设计时速达到19节（32公里/每小时）。虽然比之前的E级系列慢，但通过一种“减速航行”（slow steaming）策略，平摊到每个集装箱时，耗油量将减少37%，二氧化碳排量将减少50%。3E级的设计使得马士基在2011年7月赢得了“年度最佳可持续船舶运营方”的称号。
由於马士基认为中国的外贸出口量将持续增加，因此计划将这一系列新船投入到亚洲－欧洲航线上运营。在此之前，亚洲和欧洲间的贸易就已是该公司最主要的市场，並在这条航线上投入了100艘船。马士基希望通过3E系列货轮的投入，使得该公司在亚欧之间海运市场原本就已非常高的市場佔有率，能变得更加稳固。

## 订单
在2011年2月，马士基宣布一份关于全新3E系列货轮的订单。该订单要求3E系列能容纳18000标箱，并且也十分关注船舶的低耗油量。在初始合同中，这一系列将由韩国大宇造船海洋株式会社建造10艘，合同价值19亿美金（约合2万亿韩元），并且马士基有继续购买20艘该系列的选择权。 在2011年6月，马士基宣布再订购10艘（价值19亿美金）， 但并不选择第三方建造10艘该系列集装箱船。马士基是以「尾重」（tail-heavy）方式支付建造款，也就是尾款高於前金：在船舶建造时先支付全部費用的40%，在船舶交付时再支付剩餘的60%。在2013年，船舶开始陆续按期限交付使用。马士基签订了一份2年的保修合同，而通常情况下是1年。
在2010年之前，很多马士基的集装箱船是在丹麦的欧登塞造船厂建造的，但现在由于亚洲的造船厂在造价上更有优势所以马士基更多地考虑选择亚洲的造船厂。马士基接触了很多的造船厂，但由于价格优势排除了欧洲的造船厂，由于技术原因排除了中国的造船厂。韩国大宇造船海洋株式会社可以同时建造3艘3E级，每艘只需要不到一年时间。

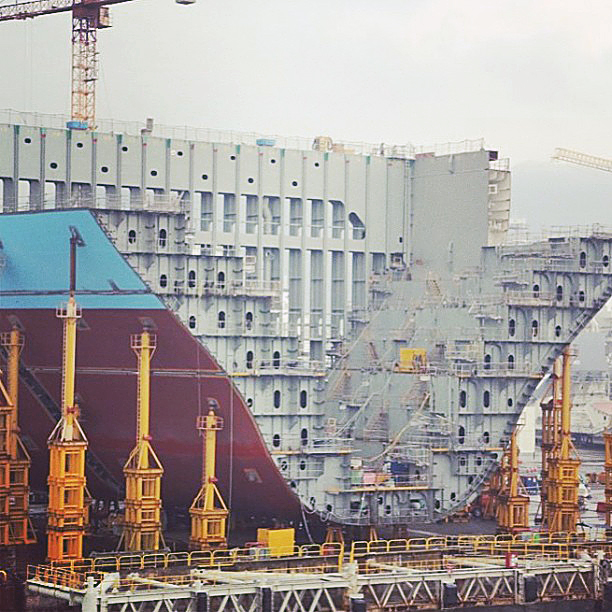
建造中的3E级集装箱船的分段

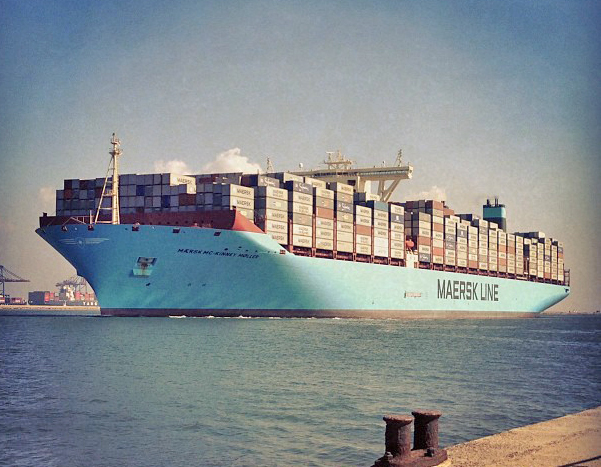
马士基 迈克-凯尼 穆勒号正在通过苏伊士运河

## 设计

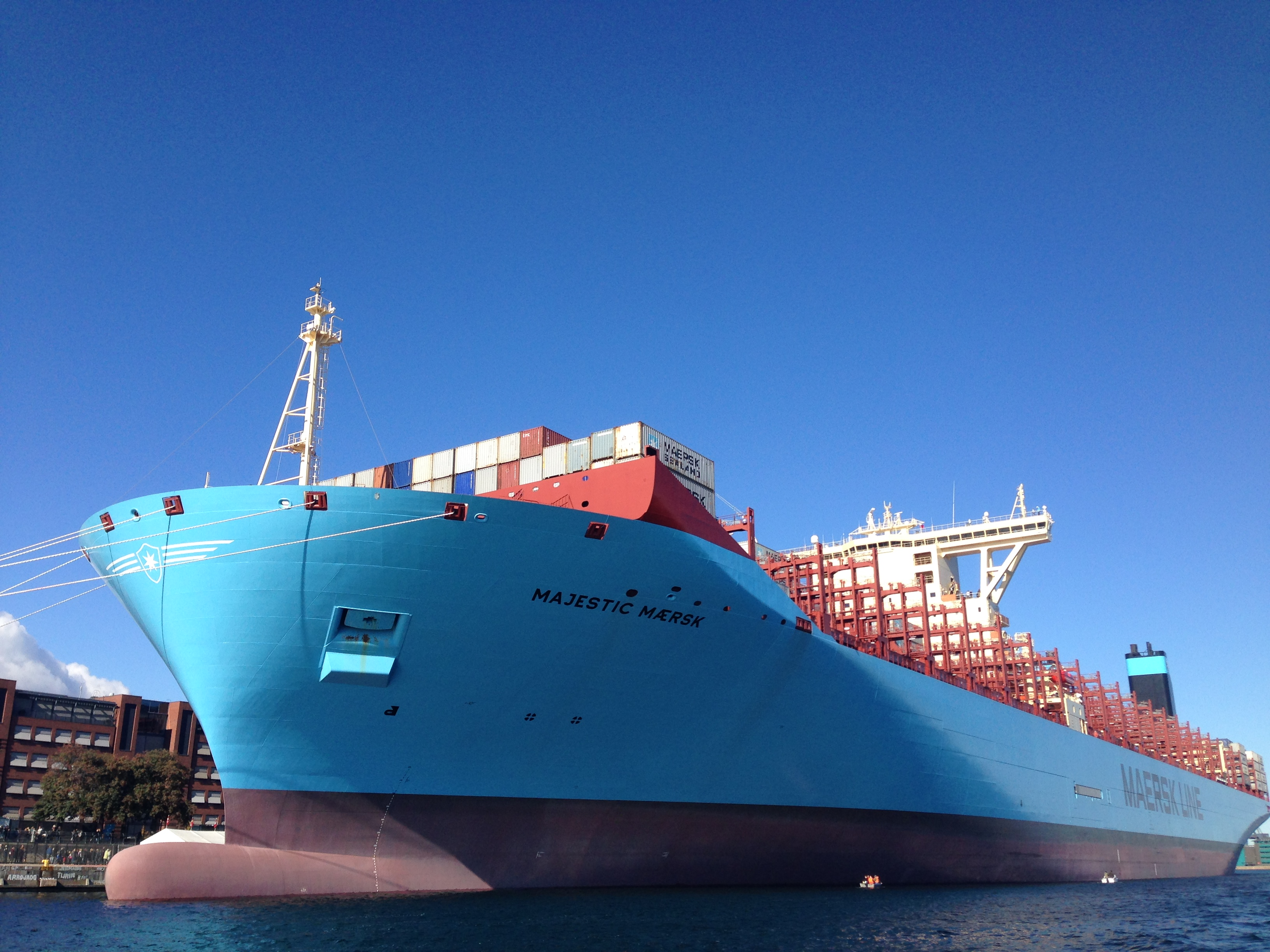
2013年9月，马士基宏伟号（Maersk Majestic）停靠在哥本哈根，当时她刚刚投入使用。

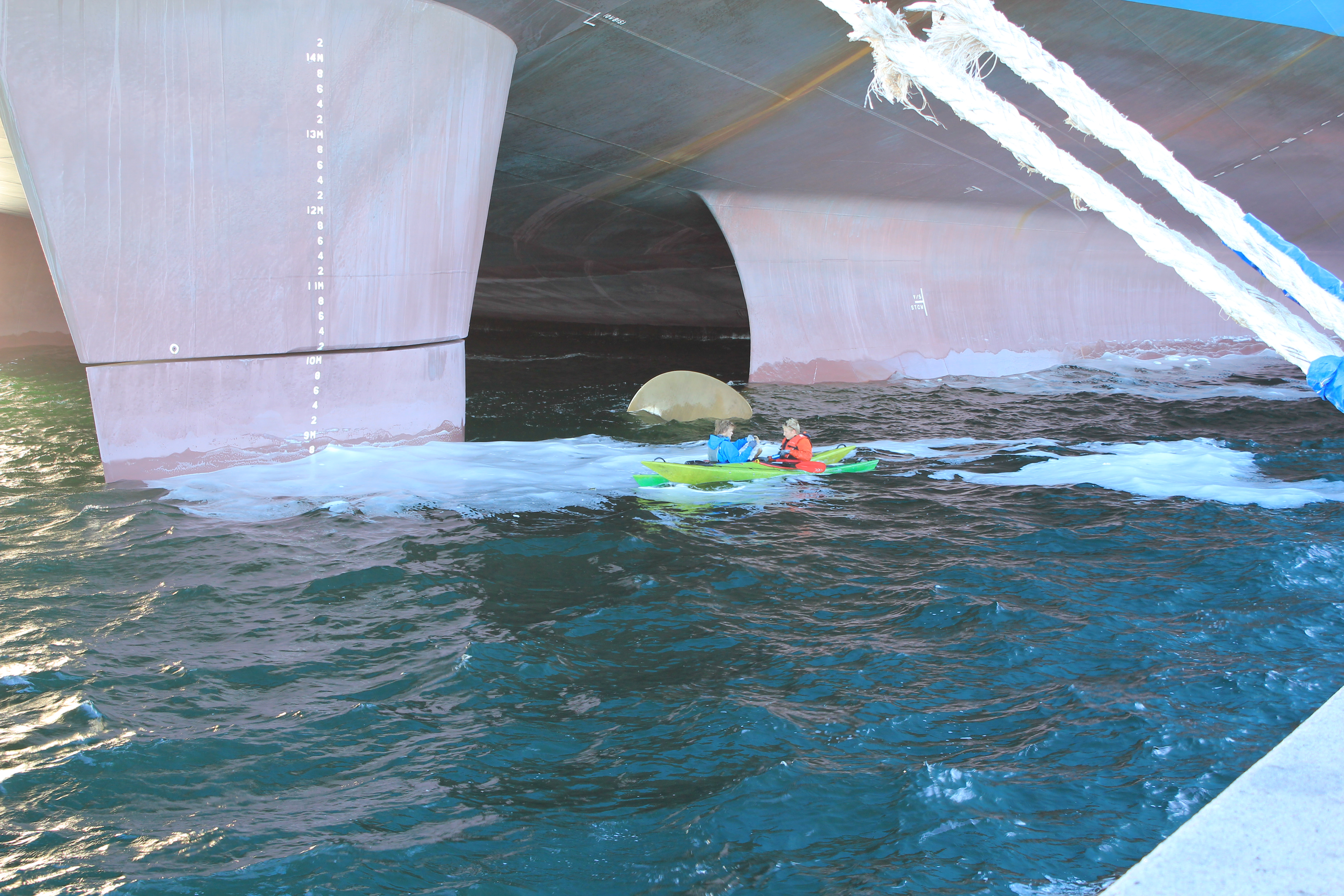
双导流尾鳍

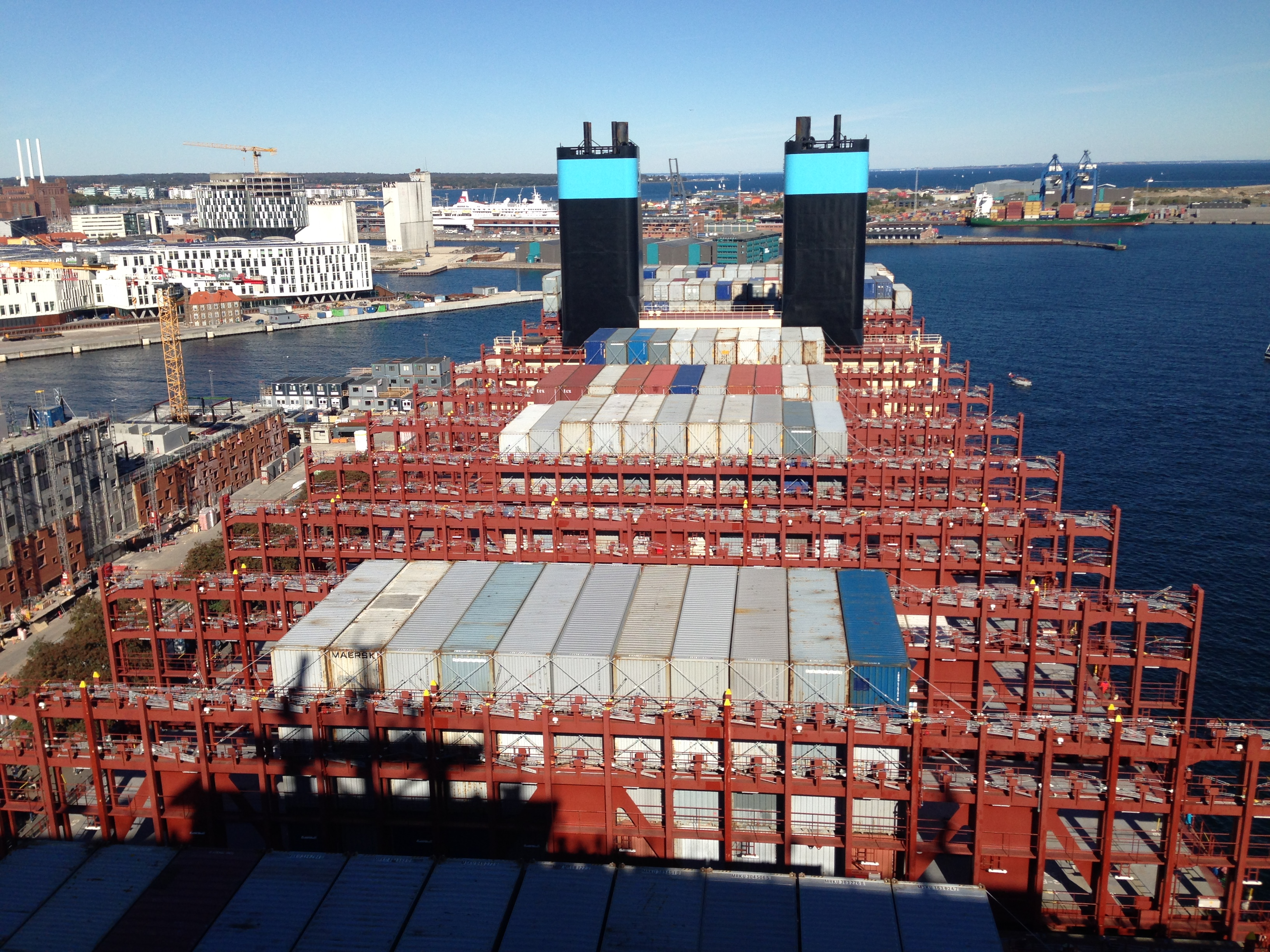
马士基宏伟号的后甲板照片，通常这片区域用来装载集装箱

### 动力
与通常单引擎的集装箱货轮不同，这一个全新系列的货轮是双尾骨设计：该船舶拥有双引擎，每一具引擎驱动一具螺旋桨。通常情况下单引擎的效率更高，但使用双螺旋桨推进系统可以使推力分布更合理，使得动力系统更加高效并且能抵消使用双引擎推进系统的劣势。
引擎设有废热回收系统，该系统安装在了包括8艘E级集装箱轮在内的其余20艘马士基运营的船舶中。
而双尾骨设计可以使得引擎安装的位置更低且更靠后，以使得装货空间更加大。该系列船需要超长汽缸两冲程引擎，每分钟80转（与此相对的是E级船舶的引擎为每分钟90转）， 但为了满足动力需求，需要更大的螺旋桨。由于原定准备投入的航线上有浅水区域，所以只能使用双螺旋桨推进。
3E系列的运营航速比E系列要慢，航速为19节，但比起同类型船舶23节至26节的运营航速，该航速被认为是最佳航速。 该系列船的最高航速可以达到25节，但比起以最高航速航行，以20节航速航行可以减少37%的燃油消耗，而以17.5节航速燃油消耗量则可以减半。降低航速使得预定航线上运营时间多出2到6天。
不同的环保设计指标使得在每艘船上需多投入3000万美金，而光废热回收系统就需要1000万美金。每艘船的二氧化碳排放量比亚欧航线上通常使用的船舶少50%， 比艾玛•马士基号少20%。 按照每标箱来计算，该系列船舶是世界上最高效的系列。而该船舶使用的“从摇篮到摇篮”的设计理念使得当船舶寿命结束时更容易拆解。

### 规格与布局
预计该系列船舶投入使用是将成为世界上最长的船舶。世界上曾经建造过更长的船，但是都是些超级油轮而且都已经被拆解。海洋巨人号油轮是世界上建造过的最长船舶。
由于使用U型船壳，该系列比起使用V型船壳的E级更接近方形，这使得该系列可以运输更多的集装箱而堆放层数更低。所以虽然3E系列比起E系列只长4米，宽3米，但可以多运2500个集装箱，比E系列多16%。3E系列能运输23列集装箱，仅比E系列多1列。这使得3E系列可以更好地适应现有的码头吊机。
相对来说甲板室布置的更加靠前，而同时引擎则更加靠后，这种布局和达菲的探索者系列很类似（该系列也是由大宇建造的）。 更靠前的甲板室可以使得舰桥前的集装箱堆得更高（这使得船的货容更大）而不影响视野，且符合《国际海上人命安全公约》V/22条目的要求。
在马士基确定订单时，南北美洲没有一个港口可以容纳这一系列。在亚洲范围内，可与容纳这一系列船舶的港口包括上海、宁波、厦门、烟台、香港、高雄、丹荣帕拉帕斯、新加坡和科伦坡。而在欧洲，则有鹿特丹、哥德堡、威廉港、不来梅哈芬、费里克斯托、格但斯克和安特卫普。这一系列的船由于长度原因无法通过巴拿马运河上的闸室，而这一系列主要用于亚欧航线，在该航线上需要通过苏伊士运河。 3E系列的吃水为14.5米，而船宽59米的条件下苏伊士运河吃水限制为17米。比起运河或海峡的通行限制，港口吊装设备对船尺寸的影响更加大。

### 尺寸
- 载货能力: 18,270标准箱[13][31]
- 船长: 399米
- 吃水深度: 14.5米
- 舷宽: 59米
- 船高: 73米
- 巡航速度: 19节 (35 公里/每小时)
- 最高航速: 23节(42.32 公里/每小时)[16]
- 载重吨位: 165,000吨
- 发动机: 两台 MAN 8S80ME-C9.2 引擎, 8气缸, 气缸直径800 毫米, 冲程3450毫米, 每分钟73转（29.7兆瓦情况下），耗油量168 克/千瓦时[32] (21,200 gallons per day)[33]
- 推力: 两座4叶螺旋浆, 直径9.8米[15]

### 市场
马士基计划将这一系列船投入亚欧航线运营。2008年時，由于多个国家经济陷入萧条，使得集装箱货轮的需求减少，也導致世界各國的航运公司在2009年由于運能过剩而陷入财务困境，甚至被迫將旗下船隻除役或拆解。但是在2010年時，对集装箱货轮的需求突然爆涨，讓马士基在那一年中获得有紀錄以来最高額的利润，並得以大量订购新的货轮，但也連帶引起該公司是否會在未來又陷入運能過剩的担忧。在2013年，航运市场仍然是运量过剩，而新的船舶价格则持续下跌。中海集团向现代重工订购了5艘容量为19,100标箱的集装箱货轮，超越了3E系列。而该系列准备在2014年年末交付使用。而阿拉伯联合国家轮船公司也从现代订购了5艘略大的船以及5艘大于马士基E系列的船。
“减速航行”（slow steaming）策略是一种降低燃油消耗和增大运力的方式之一。3E系列的设计航速比马士基先前的大型集装箱船的航速低。虽然如此，这次订购如此多的大型集装箱船仍旧是一场赌博。马士基方面认为中国的出口市场仍将持续增长。2012年下半年，市场缺乏增长动力使得马士基暂缓决定如何运营该系列船舶，虽然有5艘该系列船预计在2013年交付使用。在亚欧航线上，马士基已经投入大约100艘船，这使得亚欧航线成为马士基最重要的市场。SeaIntel预计在2013年全球将有超过46艘容量大于10000标箱的船将交付使用。更新更大的集装箱船的建造对一些港口，比如倫敦門戶港（London Gateway）和位於德國威廉港之亞德港（JadeWeserPort）的发展计划产生了影响。